# Кадеш (богиня)
Каде́ш (Ку́дшу, Кетеш, Кодеш, Кадашу, Кедешет) е древносирийска богиня на плодородието и сексуалната наслада (с етим. „свещен/а“ от семитския корен), като била в една женско-божествена триада с Анат и Астарта.
Обикновено е изобразявана яхнала лъв с лице към зрителя и държаща лотос в едната ръка и змии в другата. В угаритско-финикийския пантеон, както и в ханаанския, т.е. изцяло в западносемитската митология, Кадеш е епитет на Ашера – Великата богиня-майка на ханаанците.
Религиозният култ към Кадеш прониква и в Древен Египет, където получава голямо разпространение. Сирийската богиня била отъждествявана с Хатор и влязла в божествена триада с Мин и Решпу.